# Motacilla grandis
La lavandera japonesa (Motacilla grandis)  es una especie de ave paseriforme de la familia Motacillidae propia de Japón y Corea.

## Distribución y hábitat
Se encuentra en Japón y Corea. Con algunos divagantes encontrados en Taiwán, el este de China y extremo sudoriental de Rusia. En Japón, por lo general, son comunes de Kyushu y hacia el norte, pero poco frecuentes en el norte y el centro de Hokkaido. Se reproduce cerca del entorno humano en un hábitat montañoso. Prefiere el agua de la orilla de los ríos de grava, estanques y lagos.